# Burak Öğür
Burak Öğür (* 18. September 1989 in Istanbul) ist ein türkischer Fußballtorhüter.

## Karriere
Öğür erlernte das Fußballspielen u. a. in der Nachwuchsabteilung Kocaelispors. Hier erhielt er im Sommer 2007 zwar einen Profivertrag, spielte aber die nächsten drei Jahre weiterhin ausschließlich für die Nachwuchs- bzw. Reservemannschaften. Zur Saison 2010 wechselte er zum Istanbuler Viertligisten Sancaktepe Belediyespor und wurde hier auf Anhieb der Stammtorhüter. Zur neuen Saison verpflichtete ihn der Zweitligist Boluspor. Nachdem er in der Saison 2011/12 lediglich zwei Pflichtspiele absolviert hatte, wurde er für die Hinrunde 2012/13 an den Viertligisten Kahramanmaraş Belediyespor und für die Rückrunde an Istanbuler Viertligisten Ümraniyespor ausgeliehen.
Zur Saison 2013/14 wechselte er zu Tuzlaspor und wurde eine halbe Spielzeit später vom Ligarivalen Ümraniyespor verpflichtet. In seiner ersten Saison, der Saison 2013/14, stieg er mit diesem Klub als Meister der TFF 3. Lig in die TFF 2. Lig auf und zwei Spielzeiten später als Meister der TFF 2. Lig und das erste Mal in der Vereinsgeschichte in die TFF 1. Lig.

## Erfolge
Mit Ümraniyespor
- Meister der TFF 3. Lig und Aufstieg in die TFF 2. Lig: 2013/14
- Meister der TFF 2. Lig und Aufstieg in die TFF 1. Lig: 2015/16